# Perity Mihályné Kukucska Mária
Perity Mihályné Kukucska Mária (Decs, 1896. – Decs, 1986.) szövőasszony, a népművészet mestere.

## Életpályája
A sárközi szőttes felélesztésének, újraalkotásának egyik legkiválóbb mestere. Az 1920-as években az Iparművészeti Társulat kérésére kezdett “cifra” szőtteseket készíteni, amelyekkel nagy sikert ért el 1929-ben Milánóban. Ettől az időszaktól kezdve rendszeresen részt vett a Budapesti Kereskedelmi és Iparkamara szervezésében a budapesti nemzetközi vásárokon, és személyes kapcsolatai révén a legkülönfélébb intézményektől és magánszemélyektől kapott megrendeléseket. Ez néhány hasonló felkészültségű asszonynak is biztosította az eladás lehetőségét. Amikor Szekszárdon, majd a sárközi községekben is megkezdődött a hímzés tanítása, Decsen Perity Mihályné is elvégezte a népművészeti tanfolyamot. A háziiparos igazolványt is az elsők között, 1933-ban szerezte meg. Szőtteseit az Országos Iparegyesület kiállításain 1929-ben és 1932-ben ezüst, 1933-ban arany éremmel díjazták. A második világháború után folytatta művészi és árutermelő munkásságát. A Magyar Állami Háziipari Felügyelőség (Székesfehérvár) szekszárdi kirendeltsége megbízta a decsi földművesszövetkezet háziipari részlegének felelősi tisztével. A Sárközi Népművészeti Háziipari Szövetkezet alapító tagja, ahova nyugdíjazása után is visszajárt dolgozni. Szőtteseit kiváló technikai tudással készülítette. Színezésében, a minta megválasztásában szigorúan követte a sárközi szőttes hagyományait. Szedett mintás szőttesein az uralkodó szín kevés feketével a piros. Leheletfinomságú szádái remekművek.

## Díjai, elismerései
- népi iparművész (1954),
- a Népművészet Mestere díj (1960).